# Washougal
Washougal és una població dels Estats Units a l'estat de Washington. Segons el cens del July 1, 2008 tenia 13.509 habitants.

## Demografia
Segons el cens del 2000, Washougal tenia 8.595 habitants, 3.294 habitatges, i 2.325 famílies. La densitat de població era de 669,1 habitants per km².
Dels 3.294 habitatges en un 37,9% hi vivien nens de menys de 18 anys, en un 51,3% hi vivien parelles casades, en un 14,1% dones solteres, i en un 29,4% no eren unitats familiars. En el 23,6% dels habitatges hi vivien persones soles el 8,3% de les quals corresponia a persones de 65 anys o més que vivien soles. El nombre mitjà de persones vivint en cada habitatge era de 2,61 i el nombre mitjà de persones que vivien en cada família era de 3,05.
Per edats la població es repartia de la següent manera: un 29,8% tenia menys de 18 anys, un 8,3% entre 18 i 24, un 30,1% entre 25 i 44, un 20,6% de 45 a 60 i un 11,2% 65 anys o més.
L'edat mediana era de 34 anys. Per cada 100 dones de 18 o més anys hi havia 91,7 homes.
La renda mediana per habitatge era de 38.719 $ i la renda mediana per família de 52.293 $. Els homes tenien una renda mediana de 37.351 $ mentre que les dones 26.032 $. La renda per capita de la població era de 19.389 $. Aproximadament el 8,3% de les famílies i el 9,7% de la població estaven per davall del llindar de pobresa.

## Poblacions properes
El següent diagrama mostra les poblacions més properes.